# HD 217543
HD 217543，又名BD+37 4744，SAO 72929、HR 8758，是一颗恒星，视星等为6.54，位于銀經100.39，銀緯-19.28，其B1900.0坐标为赤經22h 56m 15.4s，赤緯+38° -19.28′ 16″。